# Länsrätten i Kronobergs län
Länsrätten i Kronobergs län var en svensk länsrätt, vars domkrets omfattade Kronobergs län. Kansliort var Växjö. Länsrätten i Kronobergs län låg under Kammarrätten i Jönköping. 2010 ersattes Länsrätten i Kronobergs län av den nya Förvaltningsrätten i Växjö.

## Domkrets
Länsrätten i Kronobergs läns domkrets bestod av Kronobergs län och omfattade Alvesta, Lessebo, Ljungby, Markaryds, Tingsryds, Uppvidinge, Växjö och Älmhults kommuner. Beslut av kommunala myndigheter i dessa kommuner överklagades därför som regel till Länsrätten i Kronobergs län. Mål om offentlighet och sekretess överklagades dock direkt till Kammarrätten i Jönköping.
Från den 15 februari 2010 tillhör domkretsen Förvaltningsrätten i Växjö.

## Centrala statliga myndigheter vars beslut överklagades till Länsrätten i Kronobergs län
Det fanns inga stora, statliga myndigheter med säte i Kronobergs län.